# エルゴカルシフェロール
エルゴカルシフェロール(Ergocalciferol)は、ビタミンDの成分の一つ。ビタミンD2とも呼ばれる。組織名は(3β,5Z,7E,22E)-9,10-セコエルゴスタ-5,7,10(19),22-テトラエン-3-オール。ビオステロールから生合成されるが、これはエルゴステロールが紫外線によって活性化されたときに起こる。